# Yoshito Kajiya
Yoshito Kajiya (加治屋 義人, Kajiya Yoshito, Kagoshima, 22 de abril de 1938 - 12 de novembro de 2018) foi um político japonês do Partido Liberal Democrata, um membro da Câmara dos Conselheiros na Dieta (legislatura nacional). Nascido em Kagoshima, Kagoshima e formado no ensino médio, ele serviu na assembléia da cidade de Kagoshima por quatro mandatos desde 1976. Ele foi eleito para a Câmara dos Conselheiros pela primeira vez em 2001.